# カール・マリア・ヴィリグート
カール・マリア・ヴィリグート（Karl Maria Wiligut、1866年12月10日 ‐ 1946年1月3日）は、オーストリア生まれのオカルティスト、親衛隊員。独自の民族主義的な神秘主義とオカルト信仰を持ち、親衛隊全国指導者ハインリヒ・ヒムラーから一時絶大な信任を得て、彼および親衛隊の思想に大きな影響を与えたとされる。「ヒムラーのラスプーチン」の異名をとる。

## 経歴
オーストリア・ハンガリー帝国の首都ウィーンに生まれる。ローマ・カトリック教会の洗礼を受けた 。17歳の時にオーストリア軍に徴兵された。歩兵部隊に配属され、1888年に中尉に昇進した。1889年に準フリーメイソン団体「Schlaraffia-Loge」に参加。1903年には「Lobesam」のペンネームで最初の自著「Seyfrieds Runen」を出版した。1906年に結婚して三人の子供（男女の双子と娘）を授かったが、このうち男児は早世している。1908年には「Neun Gebote Gots」を出版。ここで初めて自分が「イルミン教」（イルミネンシャフト）なる古代宗教の継承者であることを主張しだした。
第一次世界大戦中には南部や東部戦線に従軍。1917年8月1日には大佐に昇進。まもなく前線勤務を離れてレンベルク近くの療養収容所の司令官となった。第一次世界大戦敗戦後の1919年1月1日に軍を退職した。40年にも及ぶ軍隊生活であった。その後はザルツブルク近くのモルツクに移り、ドイツ国国会議員で国家社会主義ドイツ労働者党対外政策全国指導者兼東部占領地域大臣アルフレート・ローゼンベルクの1920年にドイツ語に翻訳され出版された本『シオン賢者の議定書』を読み、ここでオカルト研究に没頭した。また新聞「Der Eiserne Besen」を発行した。「暗黒の力の陰謀」が世界中にあると確信して、反ユダヤ主義・反フリーメーソン・反カトリック教会の思想をばらまくようになった。
妻は彼の奇妙な思想にはついていけず、精神病院への入院を勧めた。1924年11月29日に警察に逮捕されたのを機に、ヴィリグートは実際に数年間精神病院で過ごすこととなった。ヴィリグートの医療記録には、妻に「殺す」と言って脅迫することを含む家庭内暴力の傾向、変人行動、オカルトへの興味などが特筆されている。病院から統合失調症と誇大妄想を診断された。ザルツブルクの法廷からも責任能力なしと断定され、1927年から1932年までザルツブルクの精神病院で過ごした。妻とは離婚し、家族とも縁を切ってドイツのミュンヘンへと移住していった。
ヒトラー政権成立後の1933年9月に親衛隊全国指導者ハインリヒ・ヒムラーと知り合い、彼に気にいられて北方人種文化政治協会（Nordische Gesellschaft）のメンバーに招かれた。さらに親衛隊にも入隊。この際になぜか「カール・マリア・ヴァイストール（Karl Maria Weisthor）」という偽名で入隊している。親衛隊人種及び移住本部（RuSHA）の先史学部長に任じられた。1934年4月には親衛隊大佐の階級が与えられた。1934年10月にRuSHA VIII部（公文書保存部）の部長となった。11月には親衛隊上級大佐（SS-Oberführer）に昇進。1935年春にベルリンへ移動し、カール・ヴォルフが長官をつとめる親衛隊全国指導者個人幕僚部（Persönlicher Stab Reichsführer SS）に配属されてヒムラーの個人スタッフの一人となった。1936年9月に親衛隊少将に昇進。

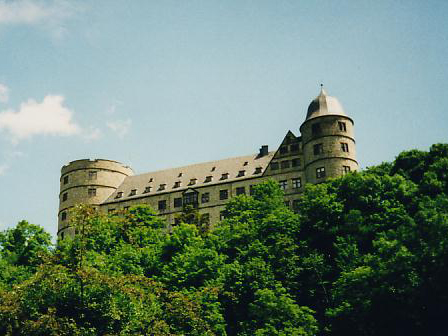
ヴェヴェルスブルク城

1934年には「世界の中心」という寓話のある古城ヴェーヴェルスブルク城を親衛隊で購入して立て直すようヒムラーに薦めた。以降親衛隊はこの城でヴィリグートのイルミン教の宗教観念に基づく怪しげな魔術の儀式を執り行うようになった。親衛隊員の結婚式もこの城で頻繁に行われるようになり、ヴィリグートは司祭のような役割を果たしていた。1937年1月4日にはヴィリグートの上司のカール・ヴォルフの長男もここで洗礼を受けている。
一方グイド・フォン・リストの起こした民族主義的なゲルマン異教思想「ヴォータニズム（Wotanismus）」とは、似た思想でありながら敵視していた。ヴィリグートはヒムラーに求めてヴォータニズムの信者たちを次々とナチス強制収容所へ送らせている。またヴォータニズムが提唱する「アルマネン・ルーン（Armanen runes）」に対抗して「ヴィリグート・ルーン（Wiligut runes）」を創出した。ヴィリグートのヴォータニズム敵視の理由については下記のイルミン教の項目を参照のこと。
アーネンエルベの初代長官ヘルマン・ヴィルト（Herman Wirth）は、ヴィリグートにいい印象を持っていなかった。彼のことを「もうろくしたアルコール中毒者」「グイド・フォン・リストの泥棒」と酷評して敵対した。しかしヒムラーのヴィリグートへの信任は厚く、1937年にヒムラーはヴィルトを長官の地位から降ろした。
しかし、オーストリア併合後の1938年10月、オーストリアでのヴィリグートの経歴、すなわち精神病院入院の過去がヴォルフに漏れ、彼はただちにヒムラーにこれを報告した。しかもちょうどこの頃、ヴィリグートはヒムラーの側近の女性に「親衛隊全国指導者は私の子供が欲しいそうだ。つまり私と貴女の子供だ。貴女は大変に名誉あるご指名を受けたのだ」などと言って関係を迫っていた。彼女からの抗議を受けたヒムラーは怒り、これによりヴィリグートは完全に彼の信任を失った。1939年8月28日にヴィリグートは高齢や病を理由に親衛隊から除隊させられた。彼と完全に手を切りたがっていたヒムラーは、髑髏リングや長剣、短剣などの親衛隊員の装飾品の返却を求めたが、ヴィリグートは「最後の連帯の証しだ」として拒否し、自分の物にしてしまった。
この後勃発した第二次世界大戦中にはアウフキルヒェン（Aufkirchen）、1940年からゴスラー（Goslar）、1943年からヴェルター湖（Wörthersee）で暮らした。戦後はヴァルター湖近くの聖ヨハンの難民キャンプで生活したが、脳出血に苦しんだ。この後ザルツブルクへ戻る許可を得た。しかしすぐにヘッセン州のアロルゼンへと移住した。1946年1月3日にここで死去している。彼の墓石には「私たちの人生は無駄なおしゃべりのように過ぎ去る（UNSER LEBEN GEHT DAHIN WIE EIN GESCHWÄTZ）」と刻まれている。

## 新興宗教イルミン教
キリスト教プロテスタントの宗教改革のドイツ神秘主義と1903年にロシアでロシア帝国内務省警察部警備局（オラフーナ）が暴いたとされる情報により当局のパリ部長ピョートル・ラチコフスキーが私的に作成したとされる書籍『シオン賢者の議定書』（偽書であることが分かった）の反ユダヤ主義の影響を強く受けた汎ゲルマン主義者ヴィリグートは自分が霊的な力を持っていて、自分の先祖の記憶にアクセスできると主張していたが、その記憶によるとイルミン教こそがドイツ民族の本来の民族宗教であるという。そしてその神は「Krist（キリスト）」であり、後にキリスト教がそれを盗用して「Christ（キリスト）」を作り出したのだという。さらにドイツ民族の歴史は紀元前22万8000年にさかのぼるという。この時代太陽は3つあり、地球には巨人と小人、その他神話の生物が暮らしていたという。そして紀元前1万2500年前まではドイツ民族はKristのイルミン教の宗教を奉じていたという。しかしその後ヴォタニズムの分離主義者たちが現れて優勢になり、紀元前1200年にゴスターでヴォタニズムによってイルミン教の信仰が破壊されてしまったのだという。イルミン教はエクステルンシュタイネ（Externsteine）に新たな神殿を建てたが、紀元前460年にヴォタニズムがここも盗んでいったという。ヴィリグートの祖先はアース神族とヴァン神族が結合した氷の王（Ueiskunings）であり、ドイツ帝国の中心としてビリニュスの町を作ったのだという。ここにはイルミン教の信仰が常に残っていたという。

## 文献
- グイド・クノップ 著、高木玲 訳『ヒトラーの親衛隊』原書房、2003年。ISBN 978-4562036776。
- Wiligut, Karl Maria (2001). The Secret King: Karl Maria Wiligut, Himmler's Lord of the Runes. Dominion. ISBN 1-885972-21-0
- Goodrick-Clarke, Nicholas (2003). The Occult Roots of Nazism: Secret Aryan Cults and Their Influence on Nazi Ideology. Gardners Books. ISBN 1-86064-973-4; originally published as Goodrick-Clarke, Nicholas (1992). The Occult Roots of Nazism: Secret Aryan Cults and Their Influence on Nazi Ideology; The Ariosophists of Austria and Germany, 1890-1935. New York University Press. ISBN 0-8147-3060-4
- Michael Moynihan (journalist)|Michael Moynihan, Stephen Flowers (eds.),The Secret King, Maria Wiligut, Himmler's Lord of the Runes (2005).
- Rudolf J. Mund, Der Rasputin Himmlers, Wien 1982
- Hans-Jürgen Lange: Weisthor - Karl-Maria Wiligut - Himmlers Rasputin und seine Erben, 1998